# Michael Mulcahy
Michael Mulcahy (irisch Mícheál Ó Maolchatha, * 23. Juni 1960) ist ein irischer Politiker und von 2002 bis 2011 Teachta Dála (Abgeordneter) im Unterhaus des irischen Parlaments.
Mulcahy besuchte das St. Conleth’s College in Dublin und studierte am Trinity College der University of Dublin sowie später am King’s Inns. Seit 1985 ist Mulcahy als Barrister in Dublin tätig. 1985 wurde Mulcahy auch erstmals für die Fianna Fáil in die Dublin Corporation, den Vorläufer des Dublin City Council, gewählt, dessen Mitglied er bis 2003 blieb. In dieser Zeit übte er von 2001 bis 2002 das Amt des Oberbürgermeisters von Dublin (Lord Mayor of Dublin) aus. Am 13. Dezember 1994 nominierte Taoiseach Albert Reynolds Mulcahy als Senator für den 20. Seanad Éireann, um einen vakanten Sitz auszufüllen. Mulcahy blieb bis 1997 auf diesem Posten. Im Mai 2002 gelang es Mulcahy, in den Dáil Éireann gewählt zu werden, er blieb Teachta Dála bis 2011.
Michael Mulcahy ist verheiratet.

## Auszeichnungen
2002 wurde Mulcahy der Verdienstorden der Republik Polen verliehen.